# Lumea nevăzută a Deltei
Lumea nevăzută a Deltei este un film românesc din 1971 regizat de Dona Barta.